# L'Entrepont

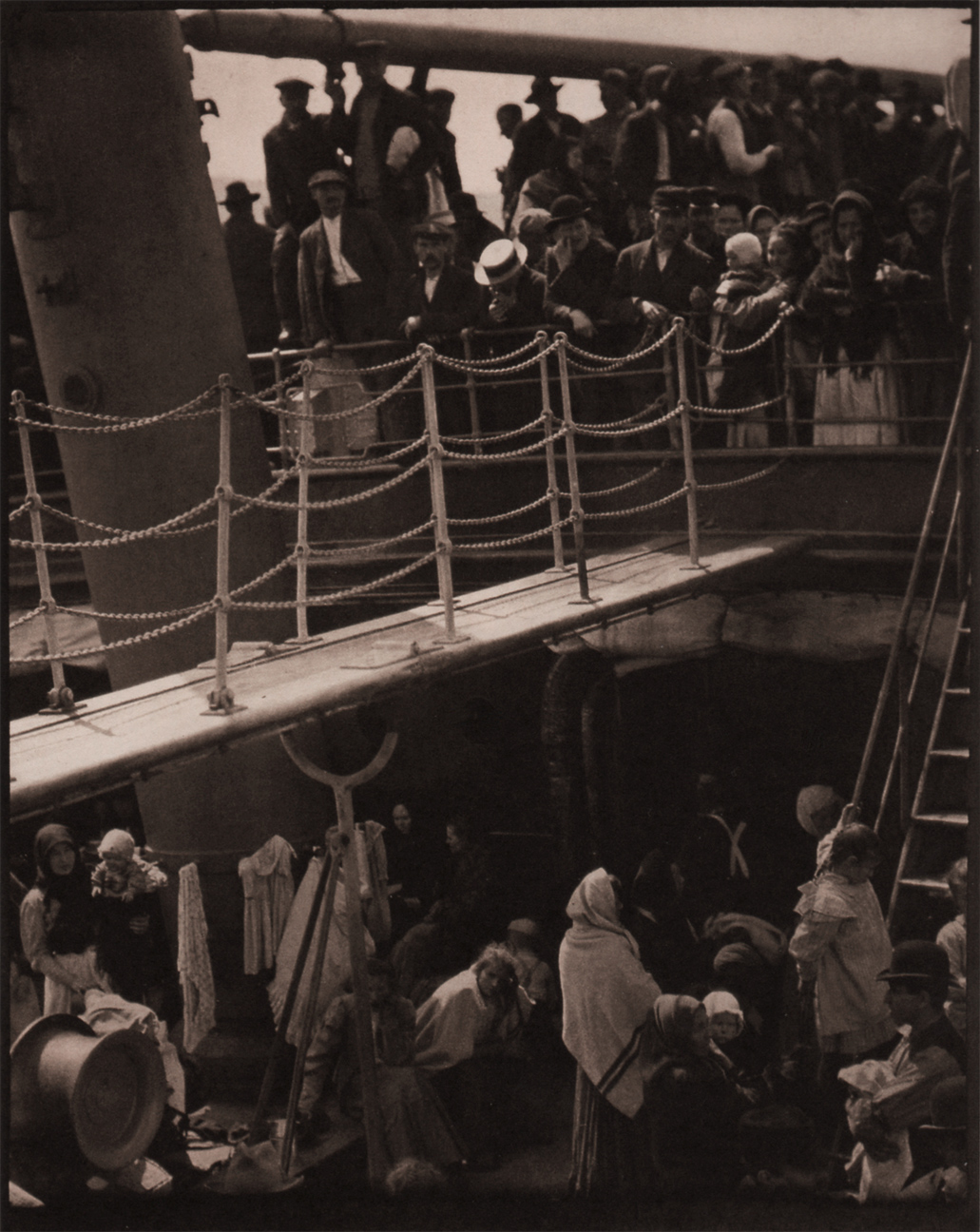
L'Entrepont par Alfred Stieglitz. Cette version a été publiée dans la revue 291 en 1915.

L'Entrepont (en anglais : The steerage) est une photographie prise par Alfred Stieglitz en 1907. Elle a été reconnue comme l'une des plus grandes photographies de tous les temps car elle réunit dans une seule image un document qui influença son époque et une des premières œuvres du courant moderniste en photographie. 

## Contexte historique
Pendant la Belle Epoque, c'est-à-dire pendant le premier âge d'or des paquebots, les passagers de première classe étaient souvent des personnes fortunées, des membres de l'aristocratie, des célébrités et des hommes d'affaires. Ils bénéficiaient des meilleures cabines et installations à bord, avec des espaces luxueux, des salons somptueux, des restaurants élégants et des divertissements de qualité.
Les passagers de deuxième classe étaient principalement constitués de membres de la classe moyenne supérieure, de professionnels et de voyageurs en quête de confort mais ne pouvant pas se permettre les tarifs de première classe. Leurs installations étaient de qualité moindre par rapport à la première classe, mais ils avaient tout de même accès à des espaces agréables et à des services décents.
Les passagers de troisième classe (ou classe économique) étaient souvent des immigrants, des travailleurs migrants ou des personnes voyageant pour des raisons économiques. Leurs installations étaient plus modestes que celles des deux premières classes, avec des cabines plus petites et des espaces communs plus simples. Cependant, ils avaient accès à des services de base et à des repas.

## Contexte artistique
Alfred Stieglitz a développé la Photo-Secession, un courant américain du début du XXe siècle qui promeut la photographie en tant qu'art en général et la photographie picturale en particulier. La composition forte, les contrastes de lumière, l'équilibre des valeurs de gris inscrit cette photographie dans ce mouvement. Le sujet, les inégalités sociales, permet aussi de la classer dans la catégorie de la photographie sociale.

## Description
Cette scène montre un grand nombre d'hommes et de femmes voyageant en classe inférieure d'un bateau à vapeur allant de New York à Brême, en Allemagne. Quelques années après avoir pris cette photographie, Stieglitz décrira ce qu'il a vu au moment où il la photographia : 

« Il y avait des hommes, des femmes et des enfants sur le pont inférieur. Il y avait un petit escalier menant à l'étage supérieur, un petit pont à droite sur la proue du bateau. 
Sur la gauche était inclinée une cheminée et sur le pont supérieur, il y avait une passerelle, fermée aux voyageurs, brillante à l'aspect fraîchement peinte. Elle était plutôt longue, blanche, et durant le voyage elle resta intacte.
Sur le pont supérieur, regardant par-dessus la rambarde, il y avait un jeune homme avec un chapeau de paille. La forme du chapeau était ronde. Il regardait les hommes et les femmes et les enfants du pont inférieur… Un chapeau de paille rond, une cheminée penchée à gauche, l'escalier penché à droite, la passerelle blanche avec ses barrières de chaînes - les bretelles blanches sur le dos d'un passager sur le pont inférieur, les formes rondes des machineries, un mât qui coupe le ciel, créent une forme triangulaire… J'ai vu une photo avec des formes et ceci me rappelle les sentiments que j'ai sur la vie. »

— Alfred Stieglitz, « How The Steerage Happened », 1942
La photographie est prise à l'extérieur, en noir et blanc, en format vertical. Stieglitz n'a pas choisi un cadrage large, mais un plan général qui montre les personnages dans leur contexte. Il s'agit d'une vue frontale, le photographe est à la même hauteur que la scène. La passerelle coupe l'image en deux parties ; elle ,forme l'axe de la photographie et sépare les passagers. Elle est éclairée, vide et semble conduire nulle part.  La partie supérieure (le pont) est occupée par les classes sociales supérieures. Les personnes se tiennent debout, bien droites, et semblent poser pour la photographie : ce sont majoritairement des hommes. Ils ne regardent pas la scène qui se joue en bas. Leur position sociale correspond à leur position sur la photographie, ainsi que sur le paquebot, c'est-à-dire en haut. Le canotier attire le regard et la lumière : il est un point d'ancrage dans la photographie. La partie inférieure montre des personnes moins aisées, des femmes et des enfants qui semblent plongés dans leurs occupations : des vêtements sont étendus et sèchent à l'air libre à gauche. En opposition avec la scène du haut, il semble régner un certain désordre. Les habits sont clairs alors que le fond est sombre : c'est l'inverse en haut.
Les lignes obliques structurent l'image : la cheminée à gauche, la passerelle au centre, la bôme en haut, l'échelle à droite. Elles donnent un effet dynamique. Les lignes de fuite se dirigent vers la droite mais le point de fuite est hors-champ. Chacun des deux groupes semble enfermé à l'intérieur de ces lignes.
Bien que Stieglitz a décrit dans cette scène ce qu'il a appelé une « cheminée inclinée », des photographies et des maquettes du bateau (voir ci-dessous), montrent que cet objet était en fait un grand mât auquel des bômes étaient fixées afin de permettre le chargement et le déchargement du cargo. Une des bômes est visible en haut de l'image.

## Signification
On a beaucoup écrit sur la signification de cette scène en la rapportant à un document représentatif d'une période importante où de nombreux immigrants revenaient d'Amérique. En réalité, la photo a été prise lors d'une croisière de l'Amérique vers l'Europe et c'est pour cette raison que certains critiques l'ont interprétée comme le retour dans leur pays des personnes refoulées par les États-Unis. Les fonctionnaires de l'immigration les auraient forcés à retourner chez eux. Bien que certains des passagers pourraient avoir été refoulés en raison de l'incapacité de satisfaire les exigences financières ou de santé pour l'entrée sur le territoire, il est plus probable que la plupart d'entre eux soient des artisans ayant travaillé dans le secteur de la construction, en plein essor à l'époque. En effet, des travailleurs hautement qualifiés dans l'artisanat, tels que l'ébénisterie, le travail du bois, et le marbre ne se voyaient attribuer parfois qu'un visa temporaire de deux ans.

## La prise de vue

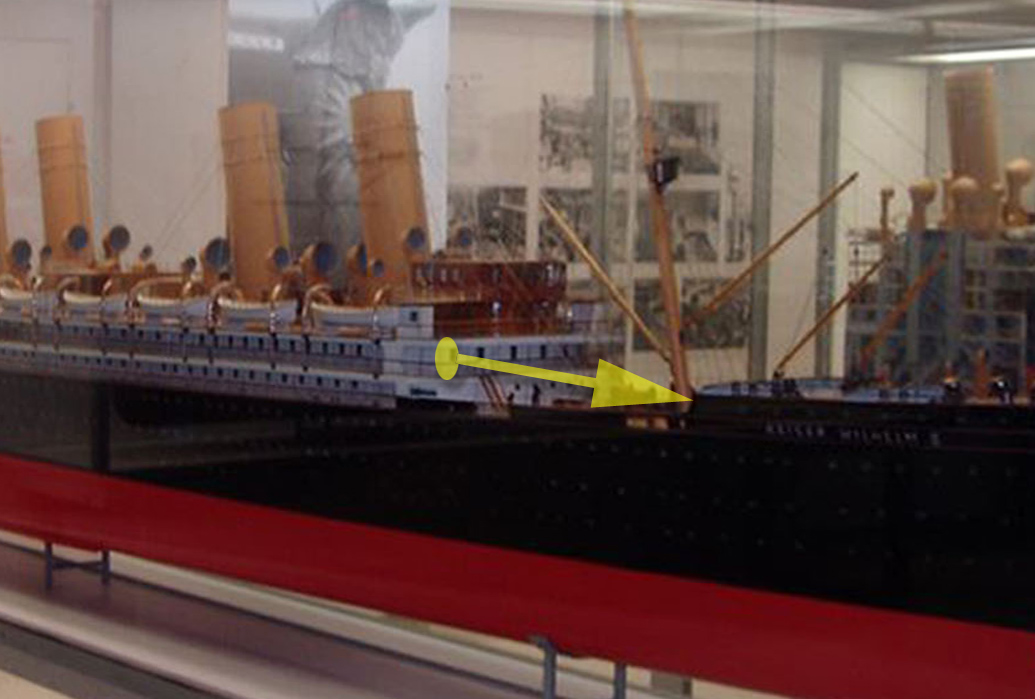
Probable angle de prise de vue reporté sur la maquette du navire.

En juin 1907, Stieglitz et sa famille naviguèrent vers l'Europe pour rendre visite à des parents et des amis. Ils réservèrent leur voyage sur le SS Kaiser Wilheim II, l'un des plus grands et des plus rapides des navires dans le monde à cette époque. L'épouse de Stieglitz, Emmy, insista pour voyager en première classe et la famille eut droit à une belle cabine sur le pont supérieur. D'après Stieglitz, quelque temps après le troisième jour de voyage, il partit faire une promenade autour du navire et découvrit un point de vue donnant sur les passagers du pont inférieur, habituellement nommé entrepont. 
L'historien de la photographie Beaumont Newhall a écrit qu'il était probable que la photo ai été prise alors que le navire était ancré à Plymouth, en Angleterre, car l'angle de l'ombre indique qu'il était face à l'ouest et non à l'est comme il l'aurait été durant la traversée. En outre, il ne semble y avoir aucun signe de vent dans la scène, ce qui est toujours le cas lorsque le navire est en mouvement.
La scène prise par Stieglitz a été décrite ainsi. Il n'avait pas son appareil photo avec lui, et il est donc retourné dans sa cabine pour le prendre. À cette époque, il utilisait un hand-held 4×5 Auto-Graflex qui fonctionnait avec des négatifs sur plaque de verre. Stieglitz ne trouva à l'époque dans sa cabine qu'une seule plaque de verre préparée, et il est donc rapidement retourné sur le lieu de la scène afin d'en prendre une seule et unique photographie.
Il n'a pas été en mesure de développer la plaque avant d'arriver à Paris une semaine plus tard. Il a indiqué qu'il s'est rendu à l'Eastman Kodak Company, à Paris, afin d'utiliser leur chambre noire, mais qu'il fut renvoyé vers le local d'un photographe de la ville. Il s'est donc rendu chez ce photographe et a y développé sa plaque. Le nom du photographe qui lui a mis son matériel à disposition est inconnu. Pour la protéger, Stieglitz conserva sa plaque dans son état original jusqu'à ce qu'il retourne à New York, plusieurs semaines plus tard.
Stieglitz a déclaré plus tard, qu'il avait immédiatement reconnu l'image comme une autre étape importante dans la photographie, une étape dans ma propre évolution, une découverte spontanée, mais cette déclaration tardive fut considérée comme douteuse. Plusieurs de ses biographes l'ont fait remarquer, bien qu'il eût de nombreuses occasions de le faire, il ne la publia pas avant 1911 et ne la présenta pas jusqu'en 1913,. En outre, le biographe Richard Whelan déclare, "Si vraiment il avait su qu'il venait tout juste de produire un chef-d'œuvre, il n'aurait probablement pas été aussi déprimé pendant ses vacances en Europe cet été là (comme il l'a indiqué dans plusieurs lettres à ses amis).
Il est possible que lors d'un premier examen du négatif, il n'ait pas vu toutes les qualités du tirage, et qu'il ait mis le négatif de côté tout en traitant des questions plus pressantes. Au cours de la période juste avant et juste après L'entrepont, Stieglitz produisit principalement des photos pictorialistes, et il se passera encore quelques années avant qu'il ne commence à rompre cette tradition. L'entrepont représente un « changement fondamental dans la pensée de Stieglitz », et, les critiques ont dit que si son esprit était de visualiser l'image quand il l'a considère bonne, il n'aurait pas été en mesure d'exprimer ses motifs des années plus tard. Aussi, le peintre  Max Weber affirme avoir découvert l'image en regardant à travers l'ensemble des photos de Stieglitz en 1910, et il a pris part pour la première fois en soulignant l'importance de l'esthétique de l'image. Que ce soit vrai ou non, ce n'est qu'après avoir commencé à examiner sérieusement les travaux de l'Amérique moderne avec des artistes comme John Marin, Arthur Dove ou Weber, que Stieglitz publia finalement son image. Tout comme les œuvres de ces artistes, L'entrepont est "divisé, fragmenté, et aplati, près des œuvres du design cubiste et il a été cité comme l'un des premiers précurseurs d'œuvres d'art cubiste,. 
Une autre distraction aurait pu être la raison pour laquelle Stieglitz n'a pas immédiatement publié L'entrepont. Alors qu'il était encore à Paris au cours du même voyage, il a vu et expérimenté pour la première fois le nouveau procédé "Autochrome" mis au point et commercialisé par Auguste et Louis Lumière, le premier moyen commercialement viable de capter des images en couleur. Pendant les deux années suivantes, il a été fasciné par la photographie couleur, et il n'est ni retourné sur "The Steerage" ni parti rephotographier en noir et blanc, avant qu'il ait appris à utiliser ce nouveau processus couleur .

## Première apparition
Stieglitz publia The Steerage pour la première fois en octobre 1911 dans Camera Work, auquel il consacra sa propre photographie. Elle est apparue l'année suivante sur la couverture du magazine Saturday Evening Mail (le 20 avril 1912), un magazine hebdomadaire de New York. 
Elle a d'abord été exposée lors d'une exposition consacrée à Stieglitz à la galerie"291" en 1913.  
En 1915, Stieglitz a consacré tout le numéro 7 et 8 du magazine 291 à The Steerage. Les seuls textes sur la photo ont été commentés par Paul Haviland et Marius de Zayas.

## Design et esthétique
Il y a eu des dizaines de critiques sur l'interprétation de The Steerage depuis qu'elle a été publiée pour la première fois. En voici quelques-unes :
- « Ce photographe travaille dans le même esprit que le mien. » - Pablo Picasso après avoir vu The Steerage[15].
- « Avec The Steerage, Stieglitz a abandonné l'idée que les photographies doivent assumer une certaine ressemblance avec les peintures et s'est lancé dans une nouvelle voie qui est d'explorer les photos comme des photos à part entière[16] ».
- « The Steerage traite à la fois des formes géométriques construites dans un plan avec un cadrage photographique mais également avec la question de la classe sociale et des différences entre les sexes[17] ».
- " Dans The Steerage, Stieglitz , "a montré que l'essentiel des photographies documentaires pourraient transmettre des vérités transcendantales et incarner pleinement l'ensemble des principes pour lesquels elles ont été considérées comme des images artistiques[18].

## Versions
Selon la Key Set publiée par la Galerie d'Art Nationale, il existe cinq versions de The Steerage :
1. Une photogravure publiée dans Camera Work en 1911 dans le no 36, plaque 9 (Key Set #310). L'image mesure approximativement 7x5 soit 5/8' ×15/16' soit 19,5×15,1 cm.
2. Une photogravure identifiée comme une preuve de l'image publiée dans Camera Work (Key Set #311) . L'image mesure approximativement 7x6 soit 3/4'×1/4' soit 19,7×15,8 cm.
3. Une photogravure exposé lors de nombreuses expositions consacrées aux travaux de Stieglitz (Key Set #312) . L'image mesure approximativement 13x10 soit 1/6'×5/8' soit 33,2×26,4 cm.
4. Une photogravure publiée sur papier japonais inclus dans une édition de luxe du magazine 291 en septembre-octobre 1915 (Key Set #313). L'image mesure approximativement 13×10 soit 1/8'×1/2' soit 33,3×26,6 cm. Une copie de cette version a été vendue aux enchères en octobre 2008 pour un montant de $110,500 dollars U.S[19].
5. Un tirage photographique à la gélatine d'argent imprimé par Stieglitz à la fin des années 1920 ou au début des années 1930. (Key Set #314). L'image mesure approximativement 4×3 soit 7/16'×5/8' soit 11,3×9,2 cm.

Il existe plusieurs exemplaires connus pour chaque version existante. La plupart sont exposées dans des musées célèbres. D'autres impressions aux mesures légèrement différentes sont susceptibles d'être l'une des versions mentionnés ci-dessus. La taille des images varie légèrement d'un exemplaire à l'autre à cause du rétrécissement du papier.
Il existe des tirages de cette photographie dans plusieurs collections publiques des institutions suivantes : 
- à New York : le Metropolitan Museum of Art, le Museum of Modern Art, le Whitney Museum of American Art, la National Gallery of Art ;
- à Washington D.C. : le Smithsonian American Art Museum, la Bibliothèque du Congrès ;
- ailleurs : l’Art Institute of Chicago, le J. Paul Getty Museum, à Los Angeles et le Princeton University Art Museum.

## Reproductions
En 2002, le service postal U.S a reproduit The Steerage sur un timbre à l'occasion d'une rétrospective sur les Maîtres de la Photographie américaine.